# Alojz Turk
Alojz Turk, slovenski literarni zgodovinar, * 6. junij 1893, Verdun pri Stopičah, † 1. avgust 1944, Novo mesto.

## Življenje in delo
Turk je obiskoval dvorazredno osnovno šolo v Stopičah (1899-1901), ter nadaljeval  v Novem mestu (1901-1906), gimnazijo v Šentvidu pri Ljubljani (1906-1910) in 1911 do 1914 v Novem mestu. Najprej je en semester študiral pravo, nato slavistiko, germanistiko in klasično filolologijo na Dunaju (1914-1916), bil vmes 1916–1917 mobiliziran, a zaradi bolnih oči odpuščen; nadaljeval s študijem na Dunaju (1918-1920) in Zagrebu. Leta 1929 v Zagrebu doktoriral. Med študijem je kot suplent služboval na gimnaziji v Novem mestu (1918-1919), na Ptuju (suplent in začasni predmetni učitelj, 1920-1928) ter v Gospiću (1929–1930), od 1930 pa do smrti pa je bil profesor slovenskega in srbohrvaškega jezika ter književnosti v Novem mestu, s presledkom leta 1932, ko je bil v Mariboru in med 2. svetovno vojno, ko je bil 1942 zaprt in interniran v Italiji.
Turk je kot dijak objavil nekaj pesmi in proze v dijaškem listu Izpod Gorjancev (1911–1912). Kot literarni zgodovinar je prvič nastopil leta 1923, ko je v Ljubljanskem zvonu objavil zapis o članih nekdanje novomeške Zadruge in članka o dveh Prešernovih verzih. Nato je do 1933 tu objavil 9 sestavkov, ki se nanašajo na razne slovenske književnike, ko se je leta 1933 zamenjalo uredništvo Ljubljanske zvona, pa je prenehal sodelovati. Vse do smrti je nato objavljal v drugih listih.
Turk je vzorno uredil gimnazijski arhiv v Novem mestu; pomagal tu snovati Muzejsko društvo in zbiral kulturnozgodovinsko ter etnografsko gradivo za lokalni muzej. Njegova nenavadno obsežna zapuščina tvori jedro rokopisnega oddelka študijske knjižnice Mirana Jarca v Novem mestu. Poleg številnih ekscerptov in zanesljivih prepisov vsebuje tudi korespondenco in arhivalije, ki se nanašajo na J.Trdino, D. Ketteja in druge, kar vse priča o nenavadni marljivosti in izjemni požrtvovalnosti. 